# Caloplaca tristiuscula
Caloplaca tristiuscula är en lavart som beskrevs av H.Magn.. Caloplaca tristiuscula ingår i släktet orangelavar, och familjen Teloschistaceae. Enligt den svenska rödlistan är arten otillräckligt studerad i Sverige. Arten förekommer i Götaland. Artens livsmiljö är skogslandskap, jordbrukslandskap.